# Helastia clandestina
Helastia clandestina là một loài bướm đêm trong họ Geometridae.